# Texas 42

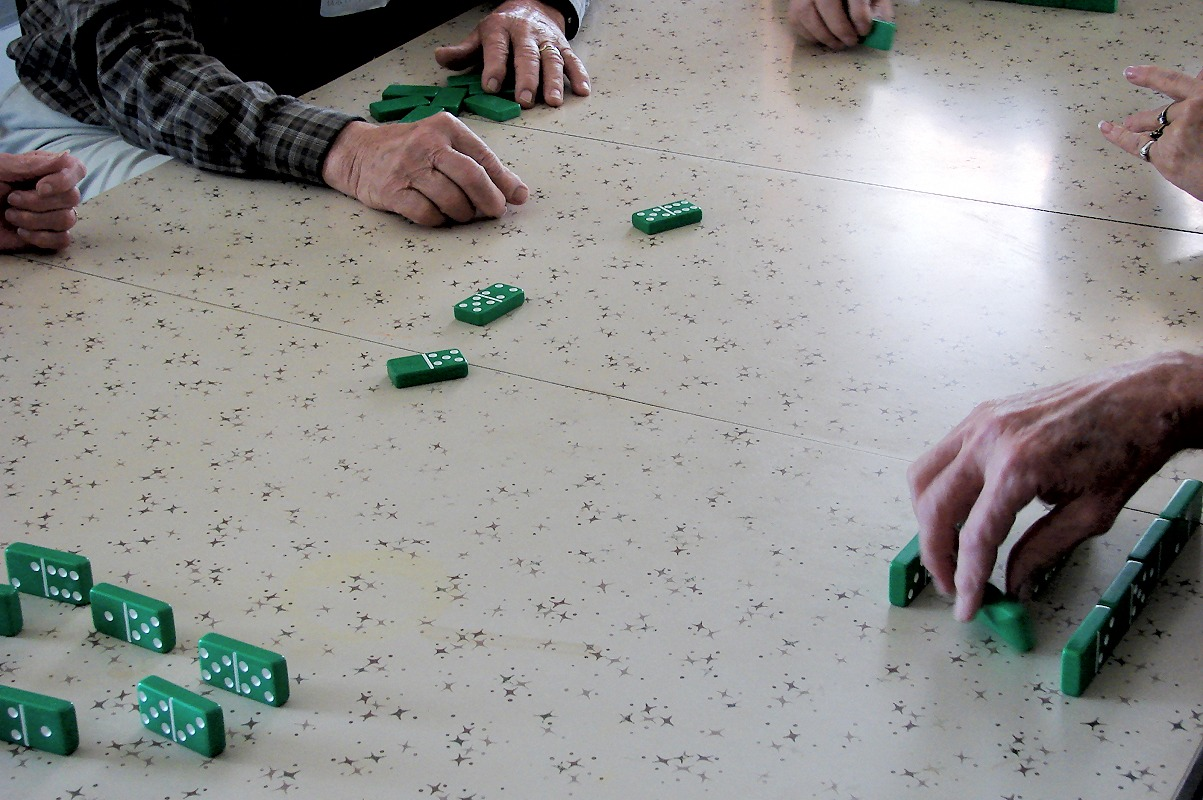
Um jogo de Texas 42

42, também conhecido como Texas 42, é um jogo de vazas jogado com um conjunto padrão de dominó duplo seis. O 42 é frequentemente referido como o "jogo nacional do Texas". Os torneios são realizados em muitas cidades,  e o torneio do campeonato estadual é realizado anualmente em Hallettsville, Texas, no primeiro sábado de março de cada ano. Em 2011, foi designado como sendo o jogo oficial de Dominó do Texas.

## História
De acordo com um artigo de notícias de 1985 escrito por Christopher Evans do Fort Worth Star-Telegram, o jogo se originou em Garner, Texas . Dois meninos locais, William Thomas e Walter Earl, desenvolveram o jogo em resposta a uma desaprovação geral dos jogos de cartas praticados por muitos protestantes naquela época. William e Walter foram capazes de incorporar dominó no seu jogo, que imitava a mecânica de um jogo de cartas de ganhar vazas, como o Pitch. O jogo que desenvolveram, que foi o precursor do Texas 42 de hoje, encontrou aceitação, já que o dominó não carregava o estigma negativo do jogo de cartas. A partir daí, o jogo se espalhou pelo Texas.

## Regras

### Objetivo
O jogo é disputado por 4 pessoas em 2 duplas, onde os parceiros se sentam frente a frente. O objetivo do jogo é ser a primeira equipe a atingir 7 "marcas" (marks) ou 250 pontos. O jogo consiste em várias rodadas (um máximo de 13 rodadas quando se joga por marcas).

### Leilão
Antes de cada rodada, e com base nas 7 pedras compradas por cada jogador, a primeira pessoa depois do carteador no sentido horário passará a vez ou fará um lance para ganhar o direito de escolher o naipe de trunfo e o estilo de jogo para aquela rodada. Normalmente, o declarante escolhe seu lance baseando-se em quantos dos 42 pontos totais a equipe ganhará com base nas suas 7 pedras de dominó. O lance mínimo é de 30 pontos. Se todos os jogadores passarem a vez no leilão, o carteador deve dar um lance de 30 pontos. Em algumas variações, as pedras são misturadas e a mão reinicia. Os 42 pontos consistem em um (1) ponto para cada uma das 7 vazas ganhas, mais 35 pontos dos cinco dominós cuja soma dos números em suas duas pontas seja um múltiplo de 5 (o 6-4 e o 5-5 dão 10 pontos cada, e os 4-1, 3-2 e 5-0 dão 5 pontos cada). A recompensa por cumprir o lance declarado é normalmente uma marca de contagem, ou na pontuação numérica, a recompensa é o total de pontos que o jogador declarou em uma corrida para quem chegar primeiro aos 250 pontos. Os lances podem ocasionalmente ser declarados em "marcas", indicando quantas marcas serão concedidas a uma rodada vencedora. O lance máximo de abertura num leilão padrão é de 2 marcas, ou "84", com cada lance sucessivo sendo 1 marca adicional. Cada jogador superando o lance máximo de abertura resultaria em um lance de 5 marcas. Existem muitas variações e exceções ao leilão padrão, que são abordadas nos Lances Especiais abaixo.

### Rodada
Depois que cada jogador tem uma chance de dar um lance, o maior lance escolhe o naipe de trunfo para aquela rodada, que pode consistir em designar como o trunfo uma das seguintes opções: um "naipe" em particular (naipe 6, ou seja, todas as peças contendo um 6 em um ou ambos os lados são trunfos quando jogados); dobros (qualquer pedra contendo o mesmo número nas duas pontas valerá como trunfo naquela rodada quando jogada); ou pode jogar sem trunfo, também conhecido como "siga-me" (follow me).
O jogo então prossegue no sentido horário com o jogador do maior lance iniciando a primeira vaza. Todos os jogadores devem seguir o mesmo naipe, se possível. Se eles não tiverem uma pedra com o naipe (número) igual ao naipe da vaza, eles podem jogar qualquer outra pedra. Quando iniciando uma vaza, cada pedra é considerada como pertencente ao naipe de seu número mais alto, a menos que a pedra tenha o naipe de trunfo em um dos lados. Por exemplo, a pedra 4-3 é do naipe 4, a menos que o 3 seja o naipe de trunfo na rodada (então ela será 3-4). A pedra de maior valor do naipe da vaza vence, a menos que um trunfo seja jogado; nesse caso, o trunfo mais alto vence. Em qualquer naipe, o duplo é a pedra mais alta e, em seguida, as pedras são classificadas pelo número oposto ao do naipe (Exemplo (ordem decrescente do naipe 5): 5-5 5-6 5-4 5-3 5-2 5-1).
O vencedor da vaza geralmente move as pedras jogadas para uma área perto de suas mãos, com a face para cima. O vencedor então inicia a próxima vaza. Se estiver disputando marcas, o jogo continua até que a equipe que fez a lance tenha pontuado o suficiente para corresponder ao seu lance (cumpriu o seu lance/contrato), ou então é "definido" por não ganhar vazas e pontos suficientes para corresponder ao seu lance. Nesse momento, a equipe com a pontuação mais elevada e que cumpriu o seu contrato recebe o número correto de pontos. Ao jogar por pontos, o jogo continua até que todas as 7 vazas tenham sido ganhas. O declarante com o lance mais alto recebe os pontos que ganhar se cumprir o seu lance. Caso contrário, a equipe adversária ganha o lance mais todos os pontos que conquistou durante a rodada. Por exemplo, se uma equipe com um lance vencedora de 30 ganha 31 pontos, ela adiciona 31 pontos ao seu total. Se essa equipe não atingir seu lance (30 neste caso), obtém zero pontos. A outra equipe recebe este valor do lance mais os pontos ganhos durante a rodada.
Em alguns casos, quando jogando por marcas, se o jogador que inicia não tem chance de perder (por exemplo, sua mão segura as pedras mais valiosas restantes naquele jogo), esse jogador pode "baixar", o que significa que eles mostram por que "não podem perder" expondo suas pedras restantes. Se for um erro de cálculo (a pedra não é uma vencedora certeira) geralmente resultará na perda automática do jogo. No entanto, isso geralmente é feito por jogadores experientes para economizar tempo.

### Pontuação
Cada vaza vale 1 ponto. Existem 5 pedras de "contagem" (aquelas cujos pontos totalizam 5 ou 10) que valem esse número de pontos: 0-5, 1-4 e 2-3 valem 5 pontos cada; o 5-5 e o 6-4 valem 10 cada uma. O total de todas as peças contadas (35) mais as 7 vazas é igual a 42, que é o número de pontos em uma rodada, daí o nome do jogo.
1. Marcas: se joga geralmente até 7 marcas. Isso geralmente é escrito com marcas de contagem. Alguns jogadores marcam linhas retas que formam a palavra ALL (que são 7 traços retos).
2. Pontos: se joga geralmente até 250 pontos. Após uma rodada, se a equipe declarante cumprir seu contrato, ela recebe o número de pontos obtidos na rodada (se uma equipe declara 30 e atinge 35, ela marca 35 pontos pela rodada), e a equipe adversária recebe quaisquer pontos que pegaram durante a rodada. Se a equipe declarante não cumprir seu contrato, ela não pontuará na rodada e a equipe adversária receberá essa pontuação, além de todos os pontos que conquistou (se o lance for 30 e a equipe declarante alcançar apenas 26 pontos, a equipe declarante receberá 0 pontos, enquanto a equipe adversária recebe 30 pontos pelo lance e 16 pelos pontos na rodada para um total de 46 pontos).

### Lances especiais
- 84 (2 Marcas)

A equipe declarante deve vencer todas as vazas. As pedras são jogadas vaza sobre para evitar revelar o que foi jogado até agora na mão. Se a equipe declarante conseguir ganhar todas as vazas, ela ganha 2 marcas.
- 42 (1 Marca)

A equipe declarante deve ganhar todas as vazas. A rodadas é jogada normalmente.
- 30

O lance mínimo. Lances sucessivos devem ser maiores do que este lance, ou o jogador deve passar a vez (não fazer lance).
O lance mais alto vence o leilão e este jogador tem o direito de nomear o naipe de trunfo e iniciar a primeira vaza.

## Terminologia
Existem vários termos especiais no jogo de Texas 42:
- dominó: pedras, ossos
- embaralhar: agitar, lavar, mexer
- naipe: número em uma das pontas do dominó
- 0s: espaços em branco, nadas, janelas
- 1s: ases
- 2s: duques (ou "patos")
- 3s: ternos
- o vazio: barata, a Diana
- o 6-6: diabo
- o 6-5: Condado de Greer
- o 2-1: pedra de dominação
- os 2-3: pé de coelho
- low: nello, nil, nulo
- off (s): dominó (s) na mão do declarante que não é trunfo ou duplo
- bad off (s): offs que se liderados arriscam a perda de pedras de "contagem" (por exemplo, o 5-1)
- não seguir o naipe quando apropriado: renegar
- aquele que renega: renegador
- jogue um dominó baixo na tentativa de perder a liderança na próxima vaza: punt
- um lance feito unicamente para negar a um adversário a escolha do trunfo: lance malicioso
- o verbo que significa jogar um trunfo sobre uma pedra que não é trunfo: trunfo
- ter três naipes de trunfo escolhidos por um adversário: tê-los três profundos
- o dobro de qualquer naipe de trunfo: o "touro" ou "grande kahuna"
- o trunfo imediatamente abaixo do duplo: a "vaca" ou "muuu"
- o trunfo imediatamente abaixo da vaca: o "bezerro"
- caminhada: uma pedra normalmente de baixa classificação iniciando uma quando todas as pedras que podem vencê-la foram jogadas
- uma mão que não pode ser derrotada: uma baixada ou uma "caminhante"
- aquele que puxa pedras demais quando comprando: grávida
- contagem que soma 5: um níquel
- conta que soma 10: um centavo
- siga-me: uma rodada chamada para ser jogada sem trunfos
- atirador: lance 42
- atirador duplo: lance 84
- pedra que não vale nenhum ponto: lixo
- pedras que valem pontos: contagem, graxa, açúcar ou dinheiro
- trunfos e dobros: uma situação em que a pessoa que inicia a vaza sabe que pode ganhar todas as vazas restantes porque sua mão consiste apenas em dobros e trunfos controlados

## Regras Opcionais

### Nulo (Nel-O)
Também conhecido como nel-o, nillo, nil, low, nello ou low-boy, o Nulo é uma regra opcional da casa que permite aos jogadores com uma mão de baixo valor a dar lances. Todos os jogadores devem concordar em permitir o lance nulo antes do início do jogo. Às vezes, o nulo só é permitido pelo carteador, se os 3 primeiros jogadores passarem.
Um jogador pode escolher declarar Nulo, ao invés de declarar um número ou passar a vez, se ele tiver pedras particularmente baixas em uma mão (os 0s e 1s de vários naipes). Isso significa que eles pretendem ganhar a rodada não ganhando nenhuma vaza. O parceiro então vira suas pedras para baixo e não participa daquela rodada. O time adversário jogará sua pedra mais baixa, tentando forçar o declarante do Nulo a ganhar uma vaza.
A equipe que declarou Nulo ganha 1 marca se não pegar vazas. Se o declarante do Nulo ganhar pelo menos uma vaza, a rodada termina imediatamente e a equipe adversária ganha 1 marca.
Outras variações do Nulo tratam os dobros de uma maneira especial. Os dobros podem ser consideradas a pedra mais alta do seu naipe, ou um naipe próprio ou, menos comumente, como a menor pedra do seu naipe. Se qualquer uma dessas variantes for usada, uma declaração é necessária e todos os jogadores devem concordar em permiti-las antes do início do jogo.
As regras do nulo também podem ser usadas no jogo variante "Atirar na Lua" (Shoot the Moon).

### Respingo (Splash)
O declarante aposta 3 marcas e seu parceiro controla o jogo como se o parceiro ganhasse o leilão, sem discutir com o declarante. O declarante deve ter 3 dobros para fazer isso. Algumas variantes têm um "Respingo" que vale 2 marcas.

### Mergulho (Plunge)
Também chamado de Crash, essa variação é exatamente como o Respingo, exceto que 4 (ou em algumas variantes, 3) marcas são oferecidas e o declarante deve ter quatro dobros. Saltar lances são permitidos para o Respingo e o Mergulho. Todos os truques devem ser vencidos para um lance de mergulho bem-sucedido. Se os oponentes ganharem pelo menos uma vaza, o lance de mergulho falha e os oponentes recebem as marcas.

### Setes (Sevens)
Outra regra menos comum é permitir que um jogador declare Setes. Em vez da pedra mais alta vencer cada vaza, a pedra cuja soma mais próxima de 7 vence. As pedras são classificadas como "setes" (4-3, 5-2 e 6-1), "um de distância" (pedra somando seis ou oito), "dois de distância" (somando cinco ou nove), etc. Quando mais de uma pedra da mesma distância de 7 é jogada, a primeira pedra jogada é considerada a vencedora. Algum jogador deve apostar pelo menos 42 (1 marca) para então ser possível declarar Setes, e perder até mesmo uma vaza derrotará o declarante. Quando um lance de "Setes" vence o leilão, todos os jogadores revelam suas pedras para cima e as ordenam de setes a outras distâncias. A pedra deve ser jogada nesta ordem por todos os jogadores.
Uma versão ainda menos comum do Setes é o looper, em que o declarante considera ganhar menos de 42 pontos (1 marca) e pode perder 1 vaza. O looper não é amplamente jogado e raramente é permitido por jogadores legítimos de 42.

### Empilhamento
Em alguns lugares, não é permitido empilhar as pedras de dominó, independentemente do lance vencedor. Em outros, um lance de 1 marca dá direito à equipe vencedora do leilão de empilhar as vazas ganhas em 2 pilhas de altura igual, onde um lance de 2 ou mais marcas lhes dá o direito de empilhar as vazas ganhas em uma única pilha.

## Variações
- 84, uma variante jogada com dois conjuntos de dominó duplo-seis. O jogo geralmente consiste de 6 a 8 jogadores. Algumas das terminologias também diferem, como declarar "pistola" em vez de "nulo".
- 72, uma variante jogada com dois conjuntos de dominó duplo-seis, e as pedras com alguma ponta branca removidas. O jogo geralmente consiste em 4 jogadores. Cada jogador recebe 10 pedra, o lance inicial é 40. As 2 pedras restantes, conhecidas como "viúva", vão para quem ganha o leilão. Essa pessoa deve, então, jogar fora 2 pedras, embora ela não possa jogar fora os trunfos ou pedras de contagem. Se isso não puder ser evitado, qualquer pedra contagem vai para a outra equipe e qualquer trunfo que for jogado deve ser virado para cima.
- Atirar na Lua (Shoot the Moon) é outra variante. É jogado com 3 pessoas, sem times. Neste jogo, nenhuma pedra tem valor especial e todas as vazas valem 1 ponto. O jogo é jogado removendo todos os dominós com alguma ponta branca, exceto o dobro em branco. Cada jogador compra 7 pedras, deixando uma que é colocada de lado. O jogador que ganha o leilão tem a opção de trocar qualquer uma de suas pedras por alguma que não foi comprada. Se for negada a um jogador a possibilidade de ganhar, então ele perderá o valor que declarou de seu total. O jogo é jogado até 21 pontos e o lance mínimo é 4. Se um jogador declara durante o leilão que vai "atirar na lua", então ele deve ganhar todas as vazas. Fazer isso vale 21 pontos. Deixar de ganhar todas as 7 vazas resulta na perda de 21 pontos. Este é o lance mais alto possível, a menos que outro jogador opte por "atirar sobre" o jogador que está "atirando na lua"; isso faz com que seu próprio lance valha 42 pontos. Não existem contratos especiais neste jogo.
- Geezer usa um conjunto de dominó duplo-sete e cada jogador compra 9 pedras. O 7-3 adiciona outra pedra de contagem de 10 e o lance mínimo é 39. Um lance de 46 ultrapassará o lance de 1 marca e as convenções incluem lances de "dip", "dive" e "mergulho", dependendo do número de duplas (3, 4 ou 5) realizadas. Um dip vale 2 marcas, um dive tem 3 e um mergulho tem 4. Um lance inicial de 41 convida as respostas aquáticas, e um dip, dive ou mergulho a descoberto é permitido. Caso contrário, um lance de 2 marcas é o máximo permitido, exceto para superar outro lance declarado. O terceiro declarante deve declarar ou o quarto declarante pode pedir ao seu parceiro para nomear trunfos ou jogar 39 para 2 marcas. Os excêntricos que desenvolveram este jogo também adicionaram lances baixos estranhos para nulo, em que qualquer coisa pode ser baixa em seu naipe. Portanto, se 3s são baixos, um 3-6 é menor do que o 6-0. O parceiro do declarante vencedor não joga em um jogo de nulo. Há também um lance de 51, no qual a contagem é trunfo e 5 ou 10 pedras devem ser jogadas em resposta a uma contagem adiantada do declarante e o declarante deve ganhar todas as vazas, exceto três, sem contar com os três.
- O Big Game é uma variante para jogadores que desejam um jogo desafiador baseado em um conjunto maior de peças em vez de lances especiais. (É uma extensão matematicamente precisa de 42 de 7 a 11 vazas.) Todas as regras no The Big Game são as mesmas do "42 padrão", exceto:
  - O jogo é com um conjunto de 8-8 dominós. (Um conjunto 8-8 é criado pegando um conjunto 9-9 e removendo as 10 peças com 9s nelas, deixando um conjunto 8-8 de 45 peças. )
  - Os contadores ainda são todos pedras de peso 5 ou 10. (Isso adiciona mais 2 contadores no valor de 10 cada: o 7-3 e o 8-2). Os contadores são assim: 0-5, 1-4, 2-3, 4-6, 5-5, 7-3, 8-2.
  - No acordo, cada um dos 4 jogadores pega 11 pedras cada. Uma pedra não é distribuída e é deixada voltada para baixo.
  - O lance mínimo inicial é de 42. O leilão prossegue no sentido horário e os jogadores continuam no processo de lances até serem aprovados. (Ao contrário de 42, os jogadores podem fazer mais de um lance, até passar. ) Um jogo tem 400 pontos entre as mãos.
  - O vencedor do lance olha para a pedra que sobrou do negócio virada para baixo. Se for um contador, ele DEVE pegá-lo nas mãos. Se não for um Contador, ele pode escolher se quer pegá-lo nas mãos. Se o vencedor do lance pegar a peça em sua mão, ele descarta com a face para baixo alguma outra peça que não seja do contador para reduzir sua mão a 11 peças. Assim, todos os contadores estão sempre em jogo.
  - Se qualquer uma das "novas" fichas de contador for levada a uma vaza (3-7 ou 2-8), a pessoa que lidera a ficha pode opcionalmente anunciar que o número mais baixo na ficha é o naipe da vaza. Portanto, as pedras 3-7 podem liderar a vaza como uma pedra de 3 naipes (a terceira pedra mais alta do naipe dos 3), ou 2-8 como a segunda pedra mais alta do naipe dos 2. Esta regra só se aplica a apostas de 3-7 ou 2-8, somente quando anunciadas pelo líder da vaza, e somente quando essas peças não são membros do naipe de trunfo.
- 140,[5] é outra variante jogada com um jogo de dominó duplo-nove. O jogo geralmente consiste em 6 jogadores.
  - 6 jogadores jogam em 3 times de 2 jogadores por time, sentados alternadamente (ABCABC).
  - Cada jogador tira 9 peças. Isso deixa 1 peça restante no cemitério (que o licitante vencedor pode escolher trocá-la por uma de suas peças, se desejar).
  - O lance mínimo é 100. Existem 9 truques e cada truque vale 5 pontos. Os lances começam em 100 e vão em etapas de cinco até 140 (100, 105, 110, 115 ..., 140); em seguida, em múltiplos de 140 (ou pontos). Como em 42, lances de 1 ou 2 marcos podem ser feitos, se ninguém tiver feito esse lance.
  - Total de 140 pontos a serem ganhos em todas as mãos: 95 pontos de contagem (tiles com 5, 10 ou 15 pips) + 9 vazas x 5 pontos por vazamento = 95 + 9 × 5 = 140. Daí o nome do jogo.
  - A pontuação é por pontos (semelhante à Lua): Cada equipe mantém o controle de quantos pontos eles fazem e obtém essa quantidade de pontos a cada turno. A exceção é que, se o licitante não fizer seu lance, ele não receberá nenhum ponto por seus truques e, em vez disso, receberá menos seu lance. Os adversários recebem o número de pontos que fizeram, em qualquer caso.
  - A primeira equipe a chegar a 500 pontos vence.
- 42 jogadores com 3 jogadores são jogados por apenas 3 jogadores. O Ás em branco é removido do conjunto e cada jogador tira 9 dominós. O lance é geralmente o mesmo que no jogo tradicional de 4 jogadores (ou seja, lance mínimo de 30 e assim por diante).
- Ao pontuar alguns alunos da Texas A&M University, fazem marcas de "A" e "M" ao redor de um grande "T" para fazer um logotipo A&M. Outras variações são pontuar o dominó para 250 pontos ou soletrar XXX e, em seguida, uma barra para contar 7.